# Arnoldstein
Arnoldstein (en slovène : Podklošter) est une commune autrichienne du district de Villach-Land en Carinthie. Elle se trouve à proximité immédiate du tripoint Autriche - Italie - Slovénie.

## Géographie

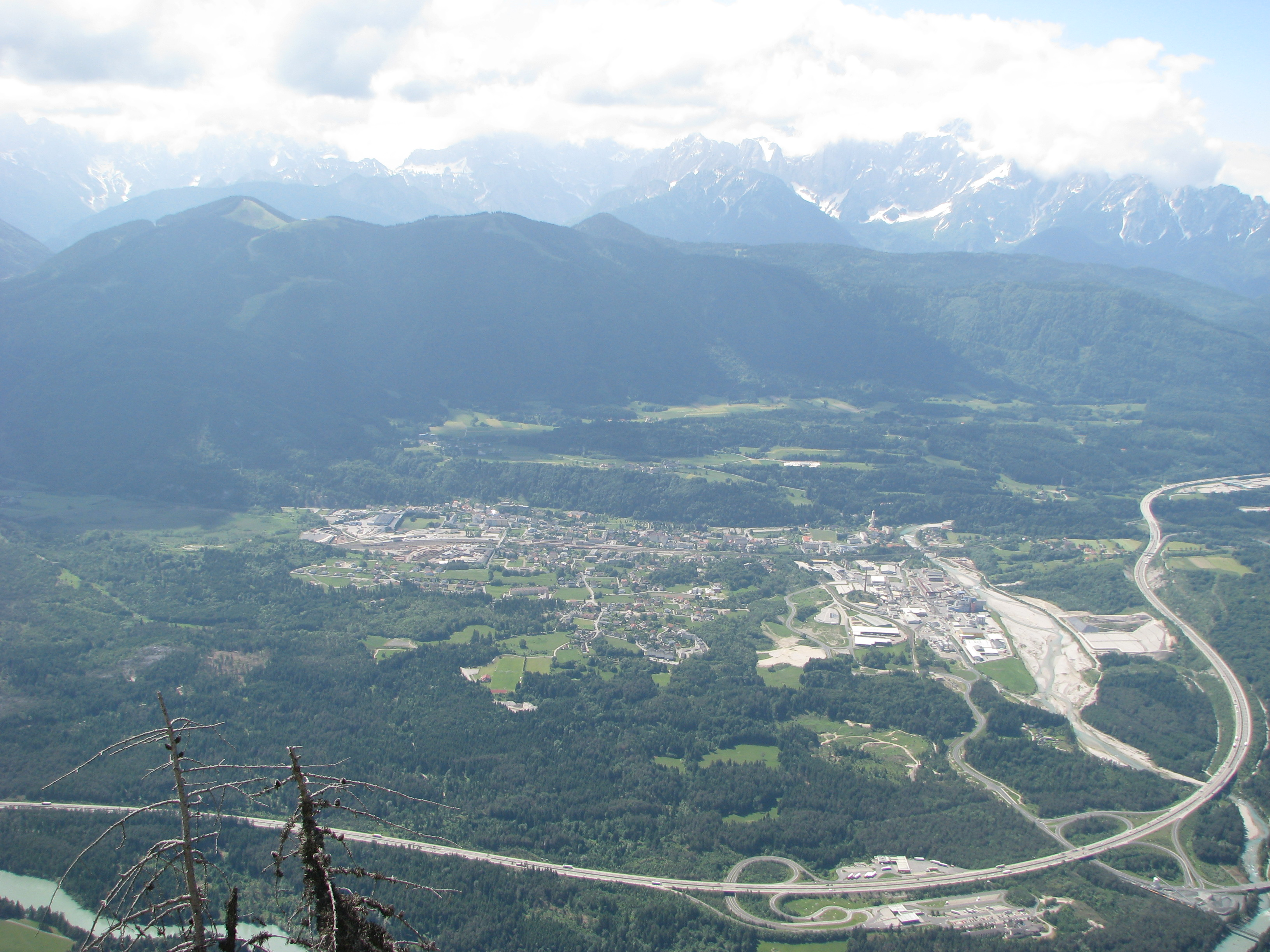
Arnoldstein et l'Autoroute A2, vue depuis le sommet du Dobratsch au nord.

Le territoire communal s'étend à l'entrée de la vallée de la Gail (Gailtal), entre les Alpes carniques à l'ouest et les Karavanke à l'est.
La gare d'Arnoldstein est un nœud ferroviaire à la ligne Vienne-Venise et le détour qui mène à Hermagor. En outre, la commune possède un raccordement direct avec le réseau express régional de la S-Bahn de Carinthie. L'autoroute A2 qui relie Vienne à l'Italie y croise la frontière avec Tarvisio au sud-ouest.

## Histoire
Dès l'Antiquité, une route romaine traverse la vallée reliant les capitales provinicales de Virunum en Norique et Aquilée en Vénétie. Au VIIe siècle, la région faisait partie de la principauté slave de Carantanie, arrivée sous l'égide des ducs de Bavière vers l'an 740, plus tard de la Francie orientale. La région a été intégrée au duché de Carinthie fondé en 976.
Un château d'Arnoldstein, nommé probablement d'après son bâtisseur, fut évoqué pour la première vers l'an 1090. Quelques décennies auparavant, l'empereur Henri II assigna le fief aux évêques de Bamberg qui contrôlent une grande partie de l'itinéraire de Villach jusqu'à la limite du Frioul au sud. Après des litiges avec les héritiers d'Adalbéron d'Eppenstein (mort en 1057), l'évêque Othon de Bamberg y fonda un couvent bénédictin en 1106.
En 1495, le banquier Jacob Fugger et ses frères obtiendront des autorisations d'exploiter les gisements de minerai à Arnoldstein. Les pays épiscopales ont été finalement rattachés à l'Autriche intérieure sous le règne de Marie-Thérèse en 1759. Son fils, l'empereur Joseph II supprima le monastère en 1783.

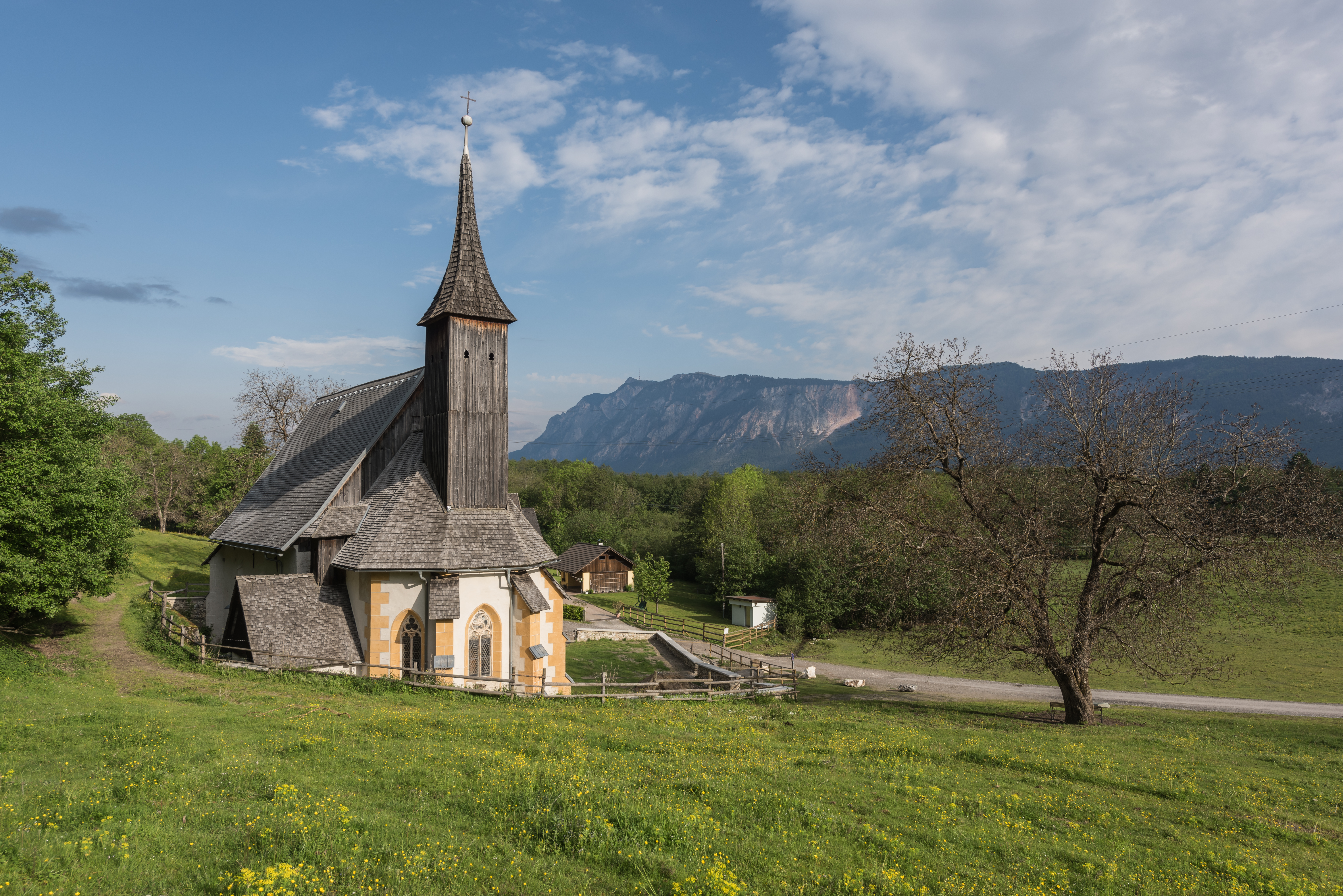
Église de pèlerinage Maria Siebenbruenn à Radendorf, Arnoldstein. À l'arrière-plan, le sommet du Dobratsch.

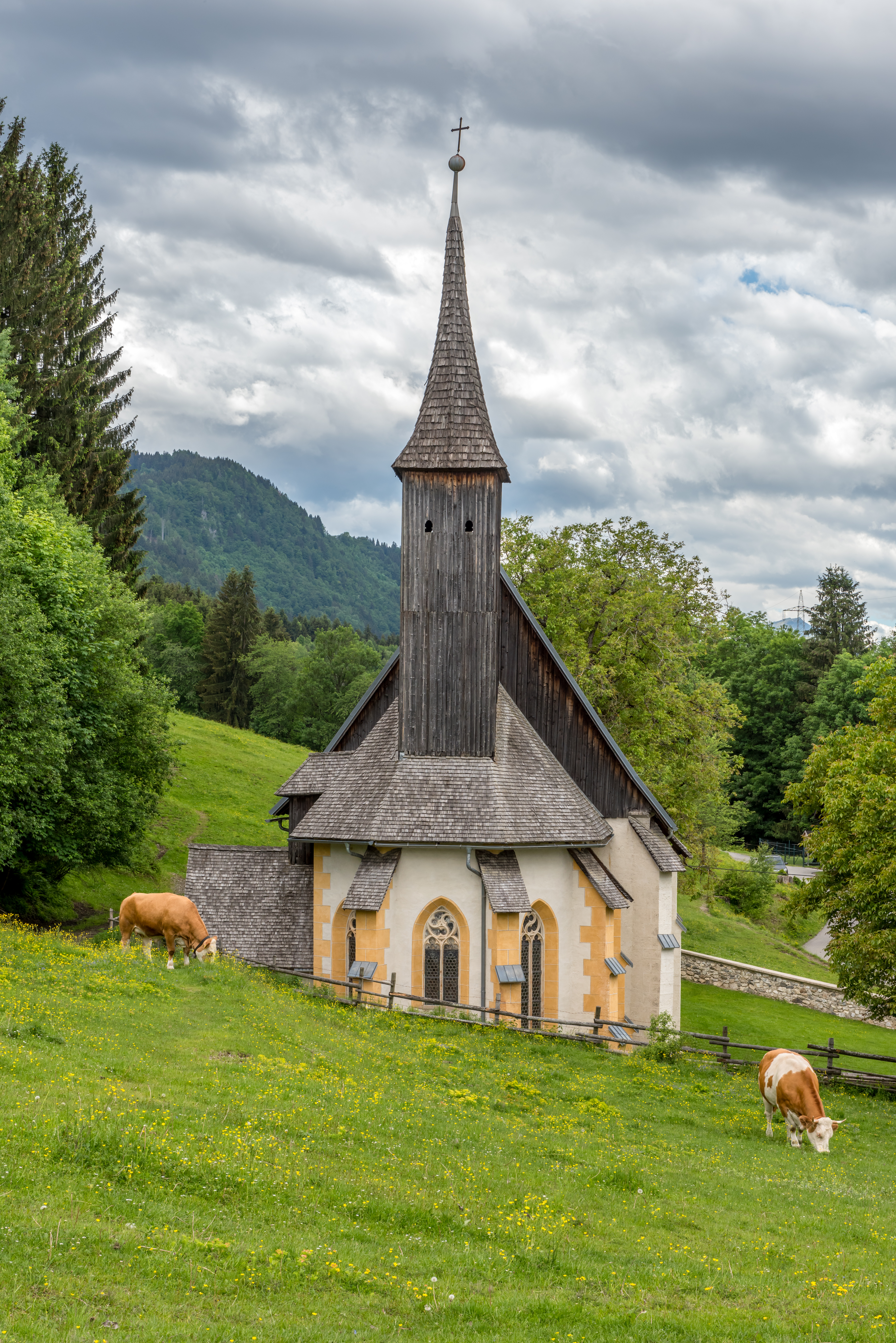
L'Église de pèlerinage Maria Siebenbruenn accompagnée de vaches à Radendorf, Arnoldstein.